# Blaberus brasilianus
Blaberus brasilianus es una especie de insecto blatodeo de la familia Blaberidae. Comparte con el resto de sus congéneres uno de los mayores tamaños entre las cucarachas.

## Distribución geográfica
Se la puede encontrar en Brasil.

## Sinónimos
- Blabera decisa Walker, 1868